# منشأة سليمان (الغربية)
منشأة سليمان إحدى قرى مركز كفر الزيات التابع لمحافظة الغربية بجمهورية مصر العربية.

## التاريخ
قرية منشأة سليمان من القرى القديمة، حيث وردت باسم «عاصف» في أعمال جزيرة بني نصر ضمن قرى الروك الصلاحي التي أحصاها ابن مماتي في كتاب قوانين الدواوين، كما وردت باسم «عاصف» في أعمال جزيرة بني نصر ضمن قرى الروك الناصري التي أحصاها ابن الجيعان في كتاب «التحفة السنية بأسماء البلاد المصرية».
غير اسمها في العهد العثماني فوردت باسم «الزعيرية» في التربيع العثماني الذي أجراه الوالي العثماني سليمان باشا الخادم في عصر السلطان العثماني سليمان القانوني ضمن قرى ولاية جزيرة بني نصر، وفي تاريخ 1228هـ/1813م الذي عدّ قرى مصر بعد المسح الذي قام به محمد علي باشا باسم «الزعيرة».
لاستهجان الاسم القديم تغير الاسم إلى منشأة سليمان في سنة 1360هـ/1941م نسبة إلى سليمان السيد سليمان باشا مقدم طلب تغيير الاسم. أصل القرية توابع مركز تلا بمديرية المنوفية ثم نقلت إلى مركز كفر الزيات بمديرية الغربية لقربها منه في 6 أبريل 1955.

## السكان
بلغ عدد سكان منشأة سليمان 11,061 نسمة حسب تقدير عام 2018.
| السنة  | 1882 | 1897 | 1907 | 1960 | 1976 | 1986 | 1996 | 2006  | 2018   |
| ------ | ---- | ---- | ---- | ---- | ---- | ---- | ---- | ----- | ------ |
| القرية | 1417 | 3019 | 3585 | 3941 | 5446 | 6622 | 7617 | 9,037 | 11,061 |